# Perederiivka, Mirhorod
Perederiivka (în ucraineană Передеріївка) este un sat în comuna Cerkașceanî din raionul Mirhorod, regiunea Poltava, Ucraina.

## Demografie
Componența lingvistică a localității Perederiivka
     Ucraineană (100%)
Conform recensământului din 2001, toată populația localității Perederiivka era vorbitoare de ucraineană (100%).